# مارک کاماچو
مارک کاماچو (انگلیسی: Mark Camacho؛ زادهٔ ۱۲ آوریل ۱۹۶۴) بازیگر، صداپیشه و مدیر دوبلاژ اهل کانادا است. وی از سال ۱۹۸۹ میلادی تاکنون مشغول فعالیت بوده است.
از فیلم‌ها یا برنامه‌های تلویزیونی که وی در آن نقش داشته است می‌توان به من آنجا نیستم، مجازاتگر: منطقه جنگی، هیروشیما، بندباز، استون‌وال، همه نه یارد، چشمان مار، رنگین‌کمان، بابل، رنج و مردان ایکس: روزهای گذشته آینده اشاره کرد.